# Kronprinzessin Cecilie (Schiff)
Der Doppelschrauben-Schnellpostdampfer Kronprinzessin Cecilie war ein Passagierschiff des Norddeutschen Lloyd, Bremen, das nach Cecilie von Mecklenburg-Schwerin benannt wurde. Sie war als Ehefrau Wilhelms von Preußen von 1905 bis 1918 letzte Kronprinzessin des deutschen Kaiserreichs. Der Dampfer war das letzte von insgesamt vier Schwesterschiffen, die der Lloyd für den Transatlantik-Schnelldienst zwischen Bremerhaven und New York in Auftrag gegeben hatte und die unter der Bezeichnung Kaiserklasse bekannt wurden, konnte jedoch als einziger nicht das Blaue Band gewinnen. Mit diesen vier Dampfern besaß die Bremer Reederei die homogenste Schnelldampferflotte der Welt. Die Innenausstattung der Kronprinzessin Cecilie wurde von einigen der bedeutendsten Künstler und Architekten ihrer Zeit entworfen.

## Bauwerft

Blick achterlich voraus in das mittlere Segment des Maschinenraums. Im unteren Bilddrittel sind die beiden oben ausstehenden, hintereinander angeordneten Kolben der obenliegenden Hochdruckzylinder von einer der zwei parallel angeordneten Vierfach-Expansionsdampfmaschinen zu sehen.

Das Schiff wurde in der Werft AG Vulcan Stettin für den Norddeutschen Lloyd gebaut und im Juli 1907 an die Reederei abgeliefert.

### Besonderheiten
Die Schiffe der Kaiser-Klasse zeichneten sich durch Größe, Eleganz, Geschwindigkeit und technische Höchstleistungen aus. So wurde in der Kronprinzessin Cecilie die größte Kolbendampfmaschinenanlage eingebaut, die je in einem Schiff gearbeitet hat. Sie leistete mit vier Vierfach-Expansionsmaschinen 46.000 PS (33.832,95 kW) und wirkte auf zwei Vierblattpropeller, welche den Schnelldampfer auf maximal 23,6 Knoten beschleunigen konnten. Diese Antriebsmaschine stellt den letzten und technisch bedeutendsten Höhepunkt in der Dampfmaschinentechnik an Bord großer Transatlantikdampfer dar und bildete mit der Anlage an Bord des Schwesterschiffes Kaiser Wilhelm II. „einen Typ für sich“. Jede der beiden Kurbelwellen der Kronprinzessin Cecilie besaß sechs Kurbeln, die von hintereinandergeschalteten Zylindern angetrieben wurden. Die Reihenfolge dieser Zylinder war bei jeder der beiden Expansionsmaschinen folgende: Niederdruckzylinder (ND-Zylinder), Mitteldruckzylinder II (MD-Zylinder), MD-Zylinder I und Hochdruckzylinder (HD-Zylinder) übereinandergestellt und dann wieder MD-Zylinder I und HD-Zylinder übereinander, MD II und ND-Zylinder nebeneinander.
Dennoch war die Kronprinzessin Cecilie an den Rekordfahrten um das „Blaue Band“ bereits ab Ende 1907 nicht mehr beteiligt, da im Oktober desselben Jahres der Cunard-Liner Lusitania seine Atlantikfahrten aufnahm und den Rekord sofort nach Großbritannien zurückholte. Im Gegensatz zu den Deutschen setzten die Briten bei der Lusitania auf das zukunftsweisende Antriebsprinzip der Dampfturbine, das sich als wesentlich effektiver bewährte.
Die Weser-Zeitung vom 30. Juli 1907 berichtete kurz vor der Indienststellung, das Schiff habe „279 Passagierkammern der Ersten Klasse und 109 der Zweiten Klasse. Die Kabinen tragen den Charakter von gemütlichen Hotelzimmern.“ Besonders beschrieben wurden die zwei Kaiserzimmer, acht Luxusräume sowie die zwölf Staatszimmer. Die Kaiser- und Luxuszimmer waren Suiten aus mehreren besonders aufwendig eingerichteten Räumen wie Frühstückszimmern, Salon- und Schlafzimmern mit eigenen Bädern und WCs.
Für die innenarchitektonische Gestaltung der mehr als 700 Kabinen und zahlreichen Gesellschaftsräume wurde der langjährige, erfolgreiche Hausarchitekt des Lloyd, Johann Georg Poppe, verpflichtet. Der Generaldirektor des Norddeutschen Lloyd, Heinrich Wiegand, und Kaiser Wilhelm II. wünschten sich aber für den vierten Dampfer der Kaiserklasse einen zweckmäßigeren Stil, der den bisher gepflegten pompösen Historismus ablösen sollte. Daher erhielt Poppe nicht mehr die alleinige Verantwortung. Für die Luxuskabinen wurde 1907 ein Ideenwettbewerb unter zehn deutschen bekannten Architekten ausgeschrieben, zu dem Wiegand die Bremer Architekten Eeg & Runge, Wellermann & Frölich, Abbehusen & Blendermann und Runge & Scotland sowie die bereits reichsweit angesehenen Architekten Joseph Maria Olbrich, Erbauer des Wiener Secessionsgebäudes und Vertreter der Darmstädter Künstlerkolonie, Bruno Paul, einen Wegbereiter der modernen Zweckarchitektur und Richard Riemerschmid, den führenden Vertreter der Bewegung „Kunst und Handwerk“ einlud, und in dem Bruno Paul den ersten Preis gewann. Den Ibach-Konzertflügel der Kronprinzessin Cecilie entwarf der Berliner Hoflieferant Pfaff.

Innenansichten der „Kronprinzessin Cecilie“.
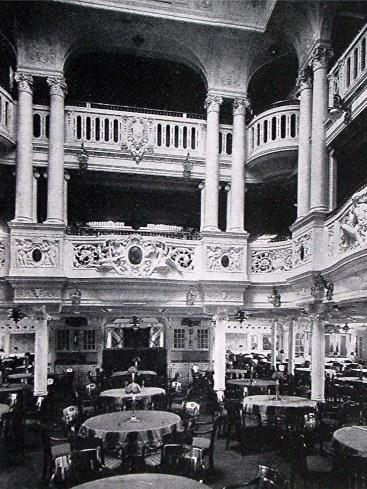
1. Klasse: Der Zentralbereich des Speisesaals.
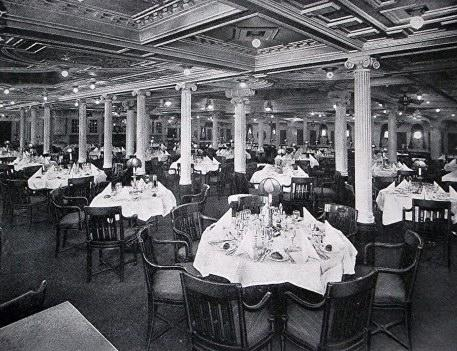
1. Klasse: Im seitlichen Bereich des Speisesaals.
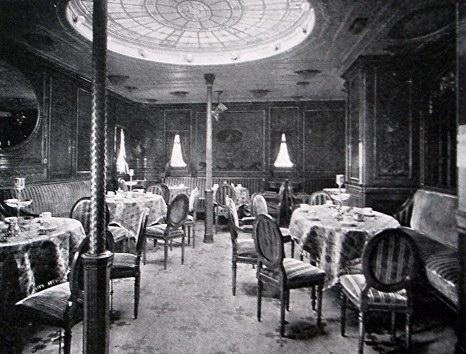
1. Klasse: Das „Wiener Café“.
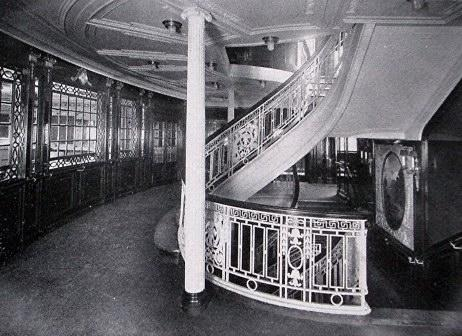
1. Klasse: Eines der Treppenhäuser.
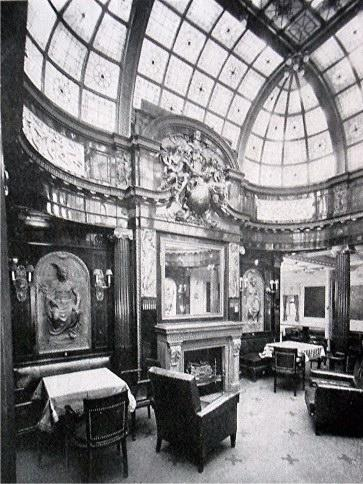
1. Klasse: Rauchsalon
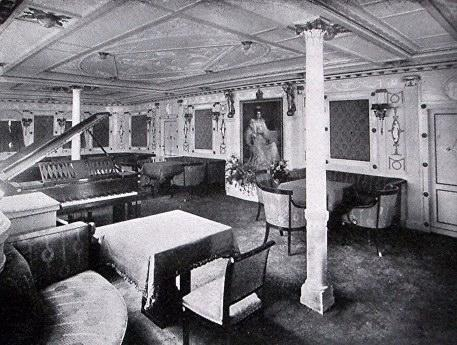
1. Klasse: Lese- und Schreibzimmer mit Porträt der Kronprinzessin

## Geschichte
Am 6. August 1907 lief das Schiff von Bremerhaven zur Jungfernfahrt nach New York aus. Bis zum Sommer 1914 verkehrte es regelmäßig auf der Nordatlantikroute. Viele bekannte Persönlichkeiten der damaligen Zeit nutzten die Kronprinzessin Cecilie, darunter beispielsweise Karl und Klara May im Jahr 1908.

### Kriegsausbruch 1914

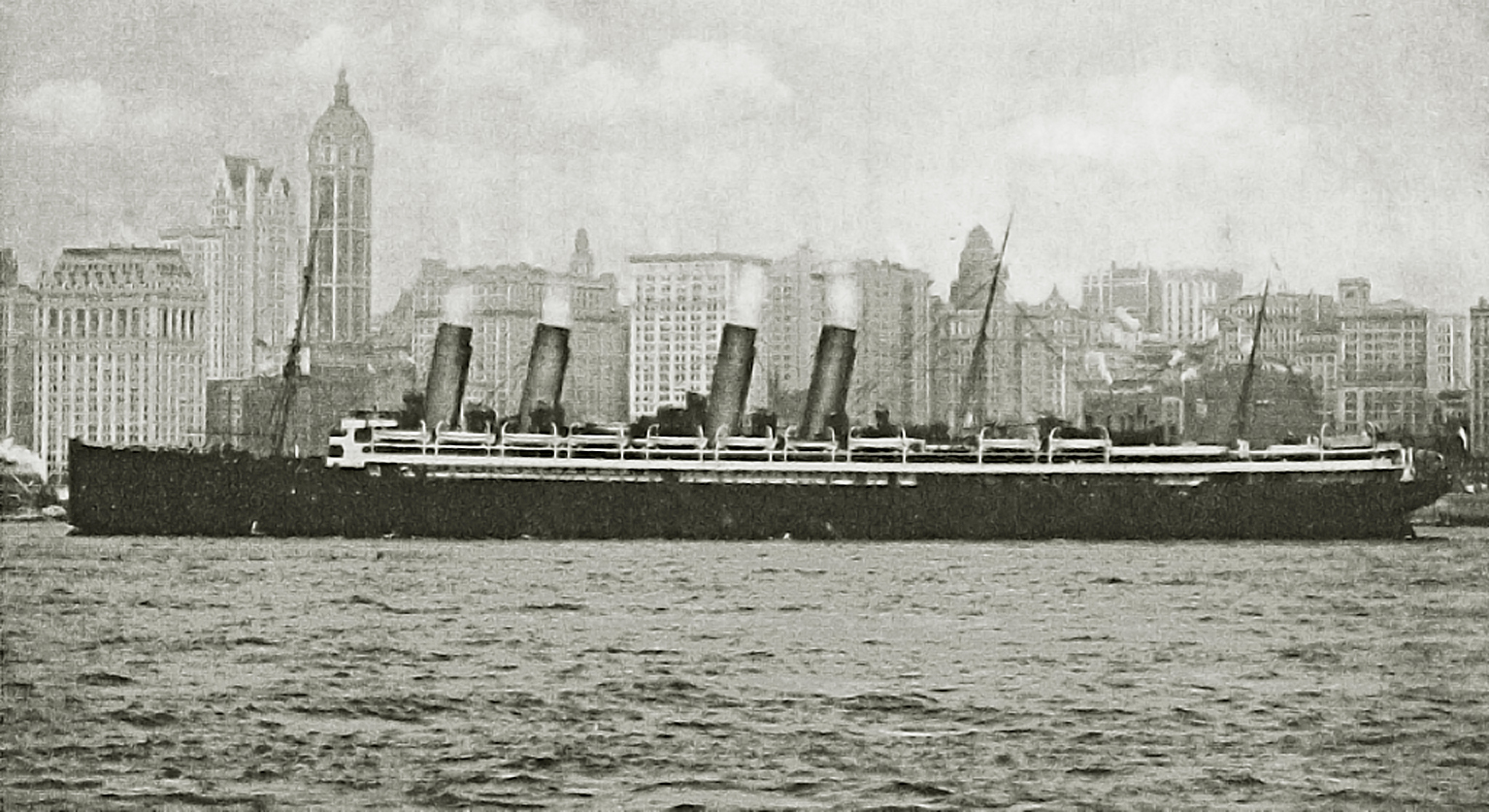
Die Kronprinzessin Cecilie vor Manhattan.

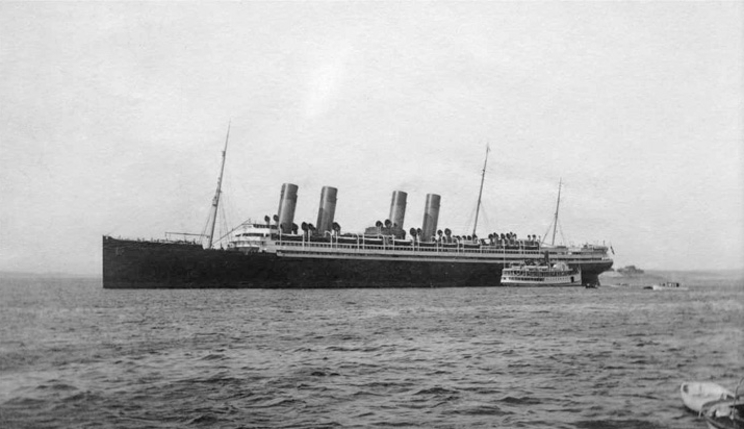
Vom 4. August 1914 bis zum 6. November 1914 lag die Kronprinzessin Cecilie in der Bucht des kleinen US-amerikanischen Küstenortes Bar Harbor.

Am 28. Juli 1914 verließ die Kronprinzessin Cecilie unter dem Kommando von Kapitän Charles August Polack fahrplanmäßig New York mit Ziel Bremerhaven. An Bord befanden sich 1216 Passagiere sowie Goldbarren und Münzen im Wert von 15 Millionen US-Dollar. Das Gold war für Pariser und britische Banken bestimmt. Auf hoher See erhielt der Kapitän die Nachricht vom drohenden Kriegsbeginn und die Reederei forderte ihn zur sofortigen Umkehr auf. Da die nun folgenden Vorgänge Gegenstand mehrerer Gerichtsverfahren waren, sind sie gut dokumentiert. Das Schiff lief in der Nacht zum 4. August 1914 den kleinen Hafenort Bar Harbor im Bundesstaat Maine an und ankerte in der dortigen Bucht. Als Grund, warum er weder New York noch Boston ansteuerte, gab Polack an, den Funkverkehr zwischen dem britischen Kreuzer Essex und Halifax abgefangen und daraus erfahren zu haben, dass die Briten vorhatten, die großen amerikanischen Häfen zu überwachen. Die Passagiere der Kronprinzessin Cecilie wurden von Bord gebracht und mit Sonderzügen vom Bahnhof Mount Desert Ferry aus nach Boston und New York befördert. Ein schwerbewachter Transportzug aus fünf Express-, zwei Schlaf- und einem Speisewagen brachte das Gold nach New York zurück. Die Kronprinzessin Cecilie lag mit ihrer Besatzung bis zum Morgen des 6. November 1914 in der Bucht vor Anker. Als provisorischen Schutz vor möglichen britischen Angriffen ließ Polack die Schornsteinenden mit einem schwarzen Band versehen, um ein Schiff der englischen White Star Line vorzutäuschen. Erst nach einer US-amerikanischen Schutzgarantie an die deutsche Schiffsführung, dass die Kronprinzessin Cecilie von keinem feindlichen Kriegsschiff angegriffen werden würde, lief der Dampfer im Geleit mit dem Zerstörer USS Warrington und einem Kutter des Küstenschutzes nach Boston. Dort wurde er als Sicherheitsleistung vorläufig beschlagnahmt, da inzwischen wegen des nicht durchgeführten Goldtransporte Schadenersatzklagen anhängig waren. Grundsätzlich hatte die amerikanische Regierung erklärt, dass kein Schiff der deutschen Handelsmarine beschlagnahmt werden würde und die Deutschen nach Belieben über sie verfügen könnten. Nur Mannschaften von kriegführenden deutschen Schiffen würden interniert werden. Die deutschen Matrosen, die ihre Schiffe verlassen wollten, wurden aufgefordert, dies über die Einwanderungsbehörden zu tun, was der üblichen Praxis entsprach.

### Prozess 1914/17
Am 7. Mai 1917 wurden die Klagen der beiden New Yorker Finanzdienstleister Guaranty Trust Co. und National City Bank sowie von zwei Passagieren aus New York und Brüssel wegen Vertragsbruchs vom Obersten Gerichtshof abgewiesen. Das Gericht befand, dass der Kapitän pflichtgemäß die Sicherheit aller Interessen gewahrt und die Gefahren richtig eingeschätzt hatte, als er das Schiff auf dem Atlantik wenden ließ.

### Beschlagnahmung 1917

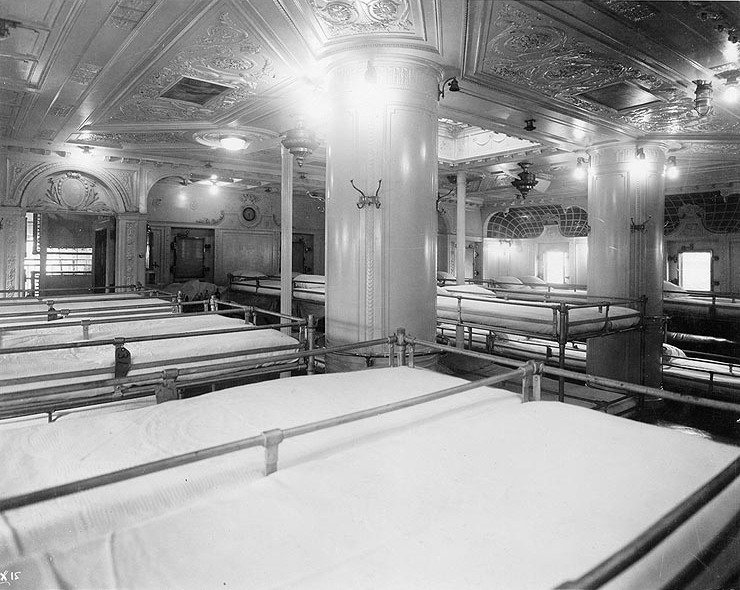
Das im Zuge des Umbaus zum Truppentransporter entstandene Lazarett im ehemaligen Wiener Café.

Da die USA zwischenzeitlich, am 6. April 1917, auf der Seite der Alliierten in den Weltkrieg eingetreten waren, wurde unmittelbar nach Prozessende die Beschlagnahme der Kronprinzessin Cecilie durch das United States Shipping Board verfügt. Allerdings war bereits Anfang Februar 1917 festgestellt worden, dass die Mannschaft die Maschinenanlage zerstört hatte, um eine Übernahme durch die Amerikaner zu erschweren. Nach Aussage von Kapitän Polack hatte er den Befehl zur Sabotage von einem Offiziellen der deutschen Botschaft in Washington erhalten und in der Nacht des 31. Januar 1917 ausführen lassen. Nach den Feststellungen eines US-Marineingenieurs hatten die Deutschen aus allen Zylindern der Vierfach-Expansionsmaschinen jeweils ein großes Stück Stahl herausgeschnitten und zusätzlich die Befestigungen der Zylinderköpfe abgeschlagen. Da die in Deutschland hergestellten Bauteile in den USA nicht nachgebaut werden konnten, wurde der Einbau einer neuen Maschinenanlage notwendig.
Nach Abschluss der Umbau- und Ausrüstungsarbeiten wurde das Schiff am 28. Juli 1917 unter dem neuen Namen USS Mount Vernon in den aktiven Dienst als Truppentransporter übernommen. „Mount Vernon“ hieß der frühere Landsitz des ersten Präsidenten der USA, George Washington. Am 31. Oktober 1917 verließ der Dampfer New York zu seiner ersten Reise über den Atlantik im Dienst der U.S. Navy. Auf insgesamt neun Reisen brachte das Schiff auf der Route Hoboken–Brest US-amerikanische Soldaten zu den Kriegsschauplätzen nach Europa.

### U-Boot-Angriff 1918

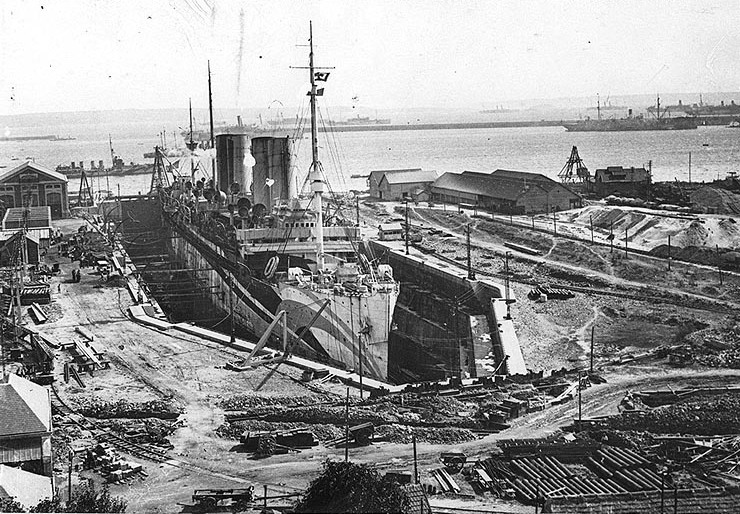
Die Mount Vernon im September 1918 nach dem Torpedoangriff im Trockendock von Brest, Frankreich. Deutlich zu sehen ist der Tarnanstrich.

Am 4. September 1918 lief die Mount Vernon mit 150 verwundeten Soldaten an Bord von Brest nach New York aus. Das Lazarett war beim Umbau in den Räumen des Wiener Cafés auf dem Sonnendeck eingerichtet worden. Am Morgen des 5. September 1918 befand sich das Schiff etwa 370 Kilometer von der französischen Küste entfernt, als Besatzungsmitglieder etwa 460 Meter voraus an Steuerbord das Periskop eines U-Boots sichteten und mit einer Bugkanone das Feuer eröffneten. Trotz eines sofort eingeleiteten Ausweichmanövers wurde die Mount Vernon von einem Torpedo des deutschen U-Boots U 82 mittschiffs getroffen und erlitt schwere Schäden. 36 Seeleute kamen bei dem Angriff ums Leben, 13 wurden verwundet. Der Wassereinbruch durch das riesige Leck überflutete die gesamte Mittelsektion, einige Kessel fielen aus. Nur die geschlossenen Schotten verhinderten das Sinken des Schiffes. Mit 15 Grad Schlagseite und einer auf sechs Knoten gedrosselten Geschwindigkeit lief der Dampfer nach Brest zurück und wurde im dortigen Trockendock wieder seetüchtig gemacht. Die abschließende Reparatur erfolgte in Boston.

## Nachkriegszeit

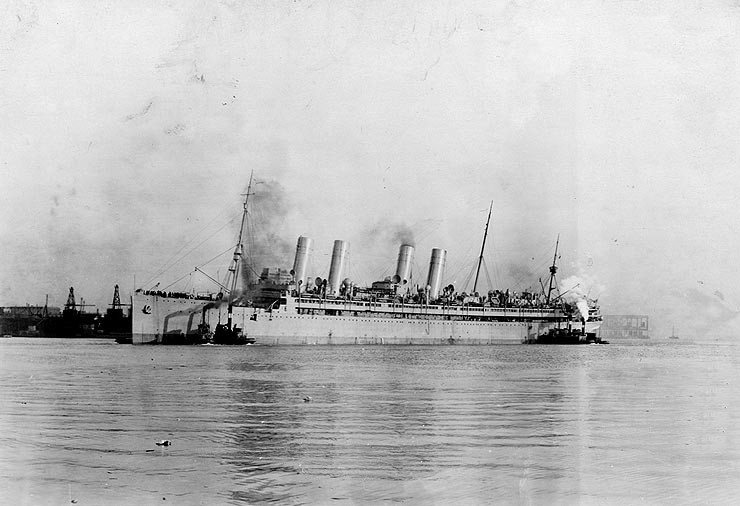
Die Mount Vernon am 7. Februar 1919 in Boston.

Im Frühjahr 1919, symbolisch am 22. Februar, dem Geburtstag George Washingtons, begann das Schiff die erste Reise nach Frankreich zur Rückführung der amerikanischen Kriegsteilnehmer vom europäischen Kriegsschauplatz in die Heimat.

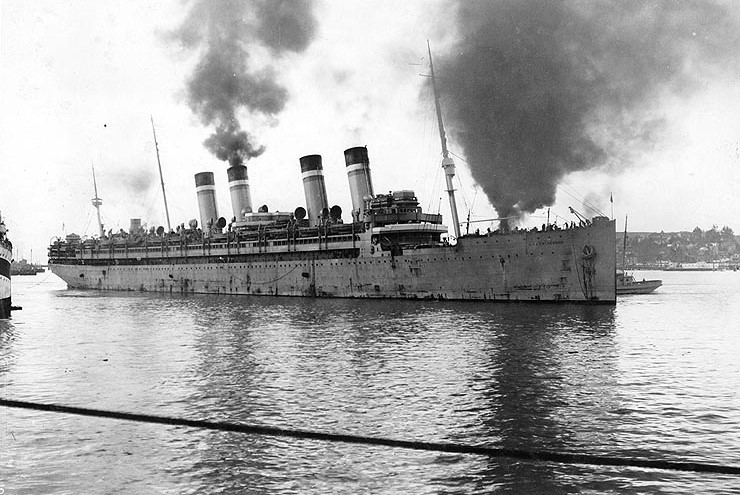
Die Mount Vernon mit schwarz-weiß-blau gestrichenen Schornsteinenden im September 1920 in der Marinewerft Mare Island Naval Shipyard in Kalifornien

Nach Abschluss der Rücktransporte blieb die ehemalige Kronprinzessin Cecilie gemeinsam mit ihrem Schwesterschiff, der Ex-Kaiser Wilhelm II. in der Reserve und wurde anschließend stillgelegt. Beide Schiffe sollten jedoch einsatzfähig gehalten werden. Verschiedene Versuche, die immer noch attraktiven Ozeandampfer für die kurzlebige United States Mail Line zu reaktivieren, scheiterten. Nebeneinander vertäut, rosteten beide Dampfer bis 1939 an ihrem Liegeplatz in der Chesapeake-Bucht bei Baltimore vor sich hin. Mit Ausbruch des Zweiten Weltkriegs boten die USA den Briten die Schiffe als Truppentransporter an, doch lehnten diese das Angebot ab. Daraufhin wurden beide Schnelldampfer in Baltimore Ende 1940 verschrottet, wo bereits 1924 die Kronprinz Wilhelm abgewrackt worden war.

## Kapitäne

### Kronprinzessin Cecilie
| Nr. | Name                  | Lebensdaten                                                       | Borddienst               | Bemerkung |
| 1   | Dietrich Högemann     | († 17. Mai 1917)                                                  | 1907 bis Mai 1913        | Högemann machte seine erste Reise 1869 auf dem Dampfschiff Union von Bremen nach New York. 1870, während des Deutsch-Französischen Krieges, war er Besatzungsmitglied eines Seglers, als Franzosen das Schiff im Kanal stellten und die Mannschaft gefangen nahmen. 1879 kam er als 4. Offizier zum Norddeutschen Lloyd und wurde 1901 auf dem Postdampfer Preußen Kapitän. Anschließend fuhr er auf der alten Kaiser Wilhelm II., der Kaiser Wilhelm der Große, der neuen Kaiser Wilhelm II. sowie schließlich der Kronprinzessin Cecilie. Am 9. Dezember 1905 feierte er an Bord seines Schiffes, der Kaiser Wilhelm II., die er seit ihrer Indienststellung 1903 kommandiert hatte, in Hoboken mit amerikanischen und deutschen Freunden seine 200. Ozeanüberquerung. Högemann ging 1913 als Kommodore der NDL-Flotte in den Ruhestand. Er erhielt mehrere deutsche und ausländische Auszeichnungen, darunter den Roten Adlerorden und den Orden der Krone von Italien. |
| 2   | Charles August Polack | (* 29. Januar 1860 in Grimma; † 17. November 1934 in Bremerhaven) | Mai 1913 bis 7. Mai 1917 | Polack erhielt im Jahr 1900 sein Kapitänspatent und führte die Aachen, Werra, König Albert, Prinzess Irene, Kaiser Wilhelm der Große und George Washington, bevor er 1913 das Kommando über die Kronprinzessin Cecilie erhielt. Als die Kronprinzessin Cecilie am 19. März 1914 in Hoboken eintraf, hatte Polack seine 100. Fahrt als Kapitän vollendet und wurde sowohl in Hoboken als auch in Bremen geehrt. |

### USS Mount Vernon
| Nr. | Name                             | Lebensdaten | Borddienst            | Bemerkung |
| 1   | Kapitän Douglas E. Dismukes, USN |             | ab März 1918 bis 1919 |           |

## Die Schnelldampferklasse (Kaiserklasse) des Norddeutschen Lloyd vor 1914
Alle vier Dampfer dieser Klasse besaßen vier Schornsteine und entsprechend starke Antriebsmaschinen mit Leistungen von etwa 30.000 PS.
- Kaiser Wilhelm der Große (1897 bis 1914; 22,35 kn Maximalgeschwindigkeit, Blaues-Band-Gewinner)
- Kronprinz Wilhelm (1901 bis 1923; Schwesterschiff der Kaiser Wilhelm der Große; 23,51 kn Maximalgeschwindigkeit, Blaues-Band-Gewinner)
- Kaiser Wilhelm II. (1902 bis 1940; 23,58 kn Maximalgeschwindigkeit, Blaues-Band-Gewinner)
- Kronprinzessin Cecilie (1907 bis 1940; 23,6 kn Maximalgeschwindigkeit)